# Duração da luz do sol
A duração da luz do sol ou horas de sol é um indicador climatológico que mede a duração da luz do sol em um determinado período (geralmente um dia ou um ano) de uma determinada localização na Terra. É um indicador geral de nebulosidade de uma localização, e, portanto, difere da Insolação atmosférica, que mede a energia total fornecida pela luz solar durante um determinado período.
A duração total de luz do sol é geralmente expressada em horas por ano, ou em horas por dia (média). A primeira medição indica a luz do sol geral de um local comparada a de outros lugares, enquanto a última permite a comparação do sol em várias estações no mesmo local. Outra medida usada é a proporção percentual da duração registrada do brilho da luz e a duração da luz do dia em um período observado.

## Duração do dia

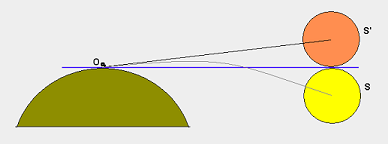
Diagrama mostrando o deslocamento da imagem do Sol ao nascer e ao pôr do sol

Se o Sol estivesse acima do horizonte 50% do tempo durante um ano padrão consistindo de 8.760 horas, a duração máxima aparente durante do dia seria de 4.380 horas para qualquer ponto da Terra. Entretanto, há efeitos físicos e astronômicos que mudam isso. Ou seja, a refração atmosférica permite que o Sol ainda seja visível mesmo quando fisicamente se situa abaixo do horizonte. Por esta razão, a duração média do dia (não contando a nebulosidade) é maior em áreas polares, onde o Sol aparente fica mais tempo no horizonte. Lugares como o Círculo Ártico tem a maior duração anual total do dia, 4.647 horas, enquanto o Polo Norte recebe 4575. Por conta da natureza elíptica da órbita da Terra, o Hemisfério Sul não é simétrico: o Círculo Polar Antártico, com 4530 horas de luz do dia, recebe cinco dias menos luz do sul que seus antípodas. A Linha do Equador tem uma duração de dia total de 4422 horas por ano.

## Definição e medição

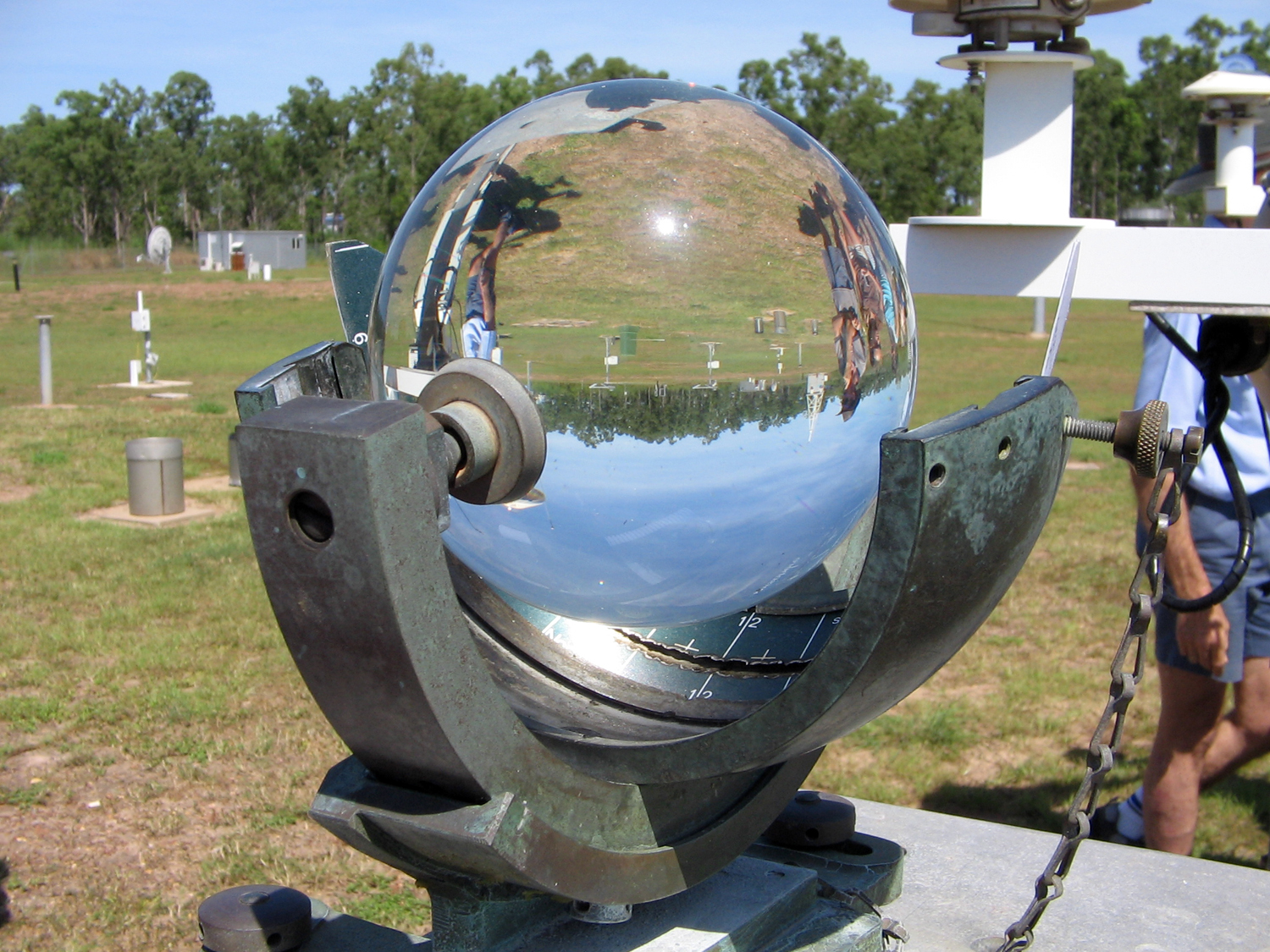
Heliógrafo Campbell–Stokes medindo a luz do sol

Dado o máximo teórico de duração do dia para um determinado local, há também uma consideração prática em que ponto a quantidade de luz do sol é suficiente para ser tratada como "hora de luz do sol". Horas de luz do sol "brilhante" representam as horas totais quando a luz do sol é mais forte que um limite especificado. A luz do sol "visível", por exemplo, ocorre por volta do nascer e do pôr do sol, mas não é forte o suficiente para disparar o sensor. A medição é feita por instrumentos chamados heliógrafos. Para o propósito específico de gravação da duração da luz do sol, heliógrafo Campbell-Stokes são usados, eles usam lentes de vidro esféricas para focalizar os raios solares em uma fita especialmente projetada. Quando a intensidade excede um limite predeterminado, a fita queima. O comprimento total do traço de queima é proporcional ao número de horas brilhantes. Outro tipo de heliógrafo é o Jordan. Os heliógrafos eletrônicos mais novos têm uma sensibilidade mais estável do que os de fita de papel.
Com o intuito de harmonizar os dados medidos ao redor do mundo, em 1962 a Organização Meteorológica Mundial (OMM) definiu um design padronizado do heliógrafo Campbell–Stokes, chamado de Interim Reference Sunshine Recorder (Heliógrafo de Referência Provisória).Em 2003, a duração de luz do sol foi finalmente definida como um período durante o qual a irradiância direta solar excede um valor limitado de 120 W/m².

## Distribuição geográfica
| < 1200 h 1200–1600 h 1600–2000 h 2000–2400 h | 2400–3000 h 3000–3600 h 3600–4000 h > 4000 h |

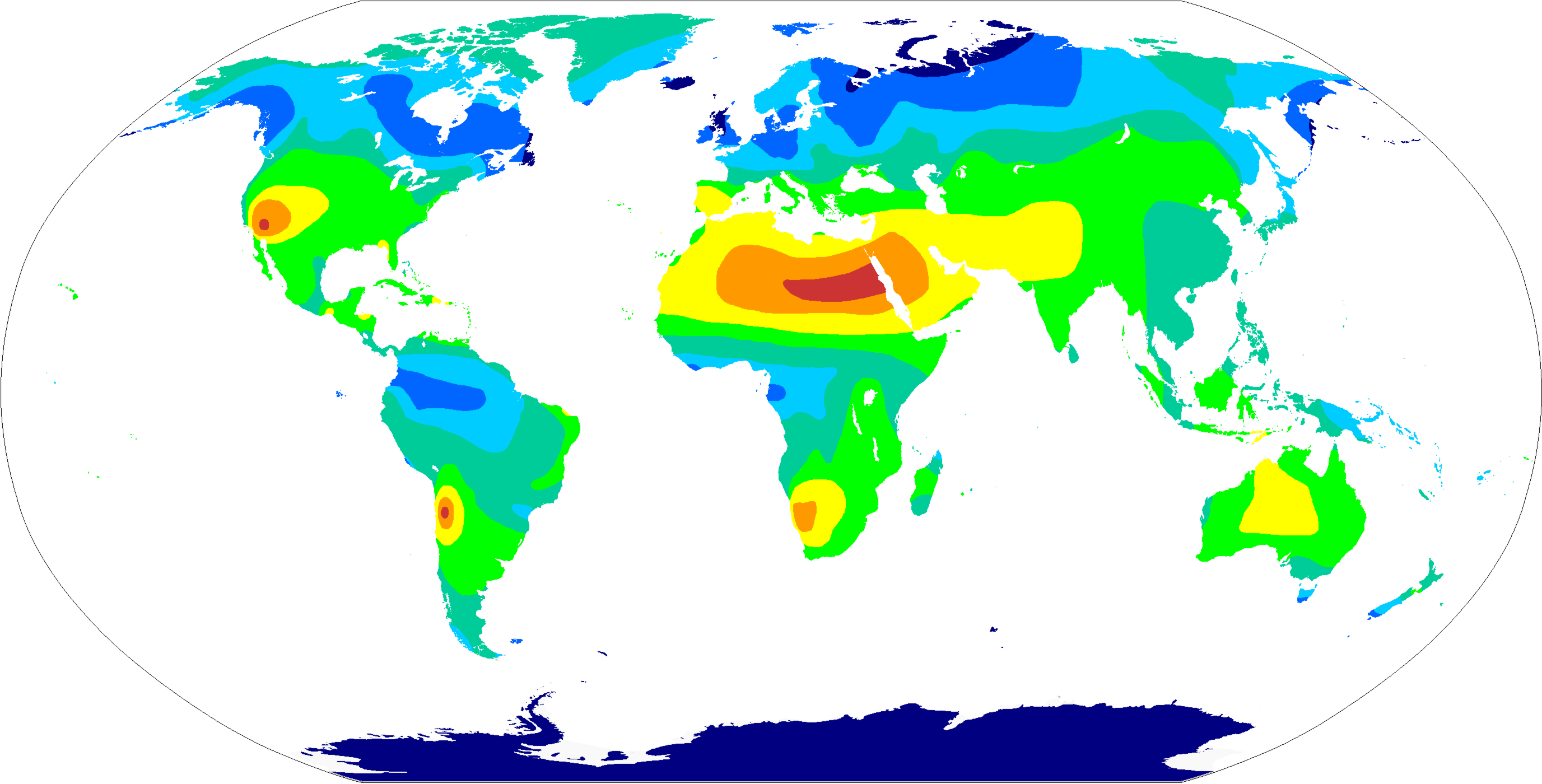
Mapa do mundo com as horas de sol anuais

A duração da luz do sol segue um padrão geográfico geral: latitudes subtropicais (cerca de 25° a 40° norte/sul) tem os maiores valores de luz do sol, porque estes são os locais dos lados orientais dos sistemas de alta pressão subtropicais, associados à descida em larga escala do ar da tropopausa de nível superior. Muitos dos climas mais secos do mundo são encontrados adjacentes ao lados orientais das altas subtropicais, que criam condições atmosféricas estáveis, pouca perturbação convectiva, e pouca umidade e cobertura de nuvens. Regiões desertas, com quase alta pressão do ar constante e rara condensação como o Norte da África, o Sudoeste dos Estados Unidos, o Oeste da Austrália, e o Oriente Médio são exemplos de climas quentes, ensolarados e secos onde os valores de duração da luz da sol são altos.
As duas principais áreas com a maior duração de luz do sul, medidas como média anual, são o vasto oriental do Deserto do Saara, principalmente o Egito, Sudão, Líbia, Chade, e Níger, e o Sudoeste dos Estados Unidos (Arizona, Califórnia e Nevada). A cidade que reivindica o título de mais ensolarada do mundo é Yuma (Arizona), com mais de 4000 horas (cerca de 91% de luz do dia) de luz do sol anualmente. Há também uma pequena e isolada área de luz do sol máxima no coração da seção ocidental do Deserto do Saara, ao redor de Eglab Massif e Erg Chech, nas fronteiras da Argélia, Mauritânia e Mali onde a marca de 4000 horas também é excedida. Na Antártida Oriental, o mês de dezembro chega a ter quase 23 horas de luz do sol diárias.